# Bornholmerfærgen

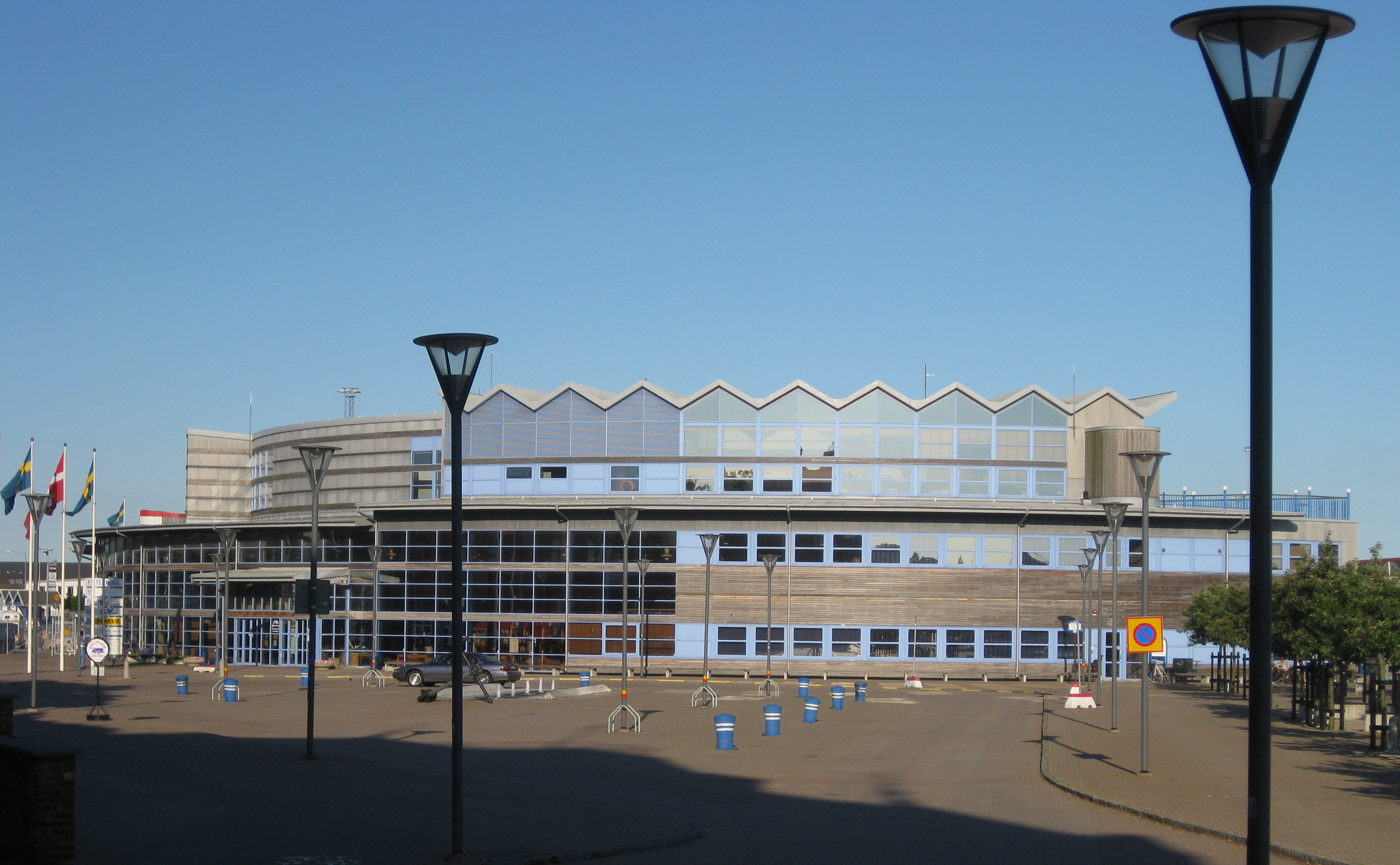
Bornholmerfærgens terminal i Ystad

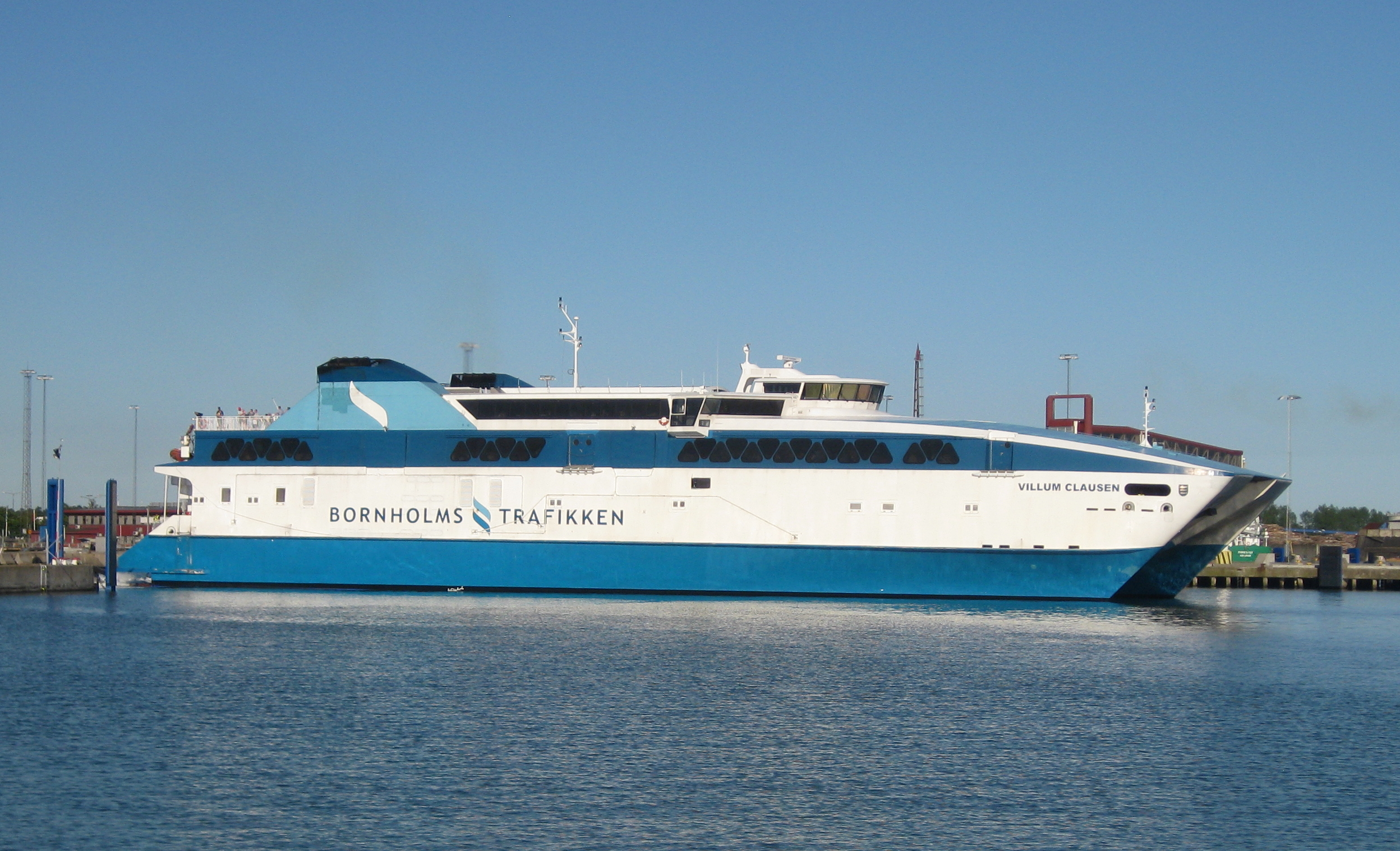
Snabbfärjan M/S Villum Clausen

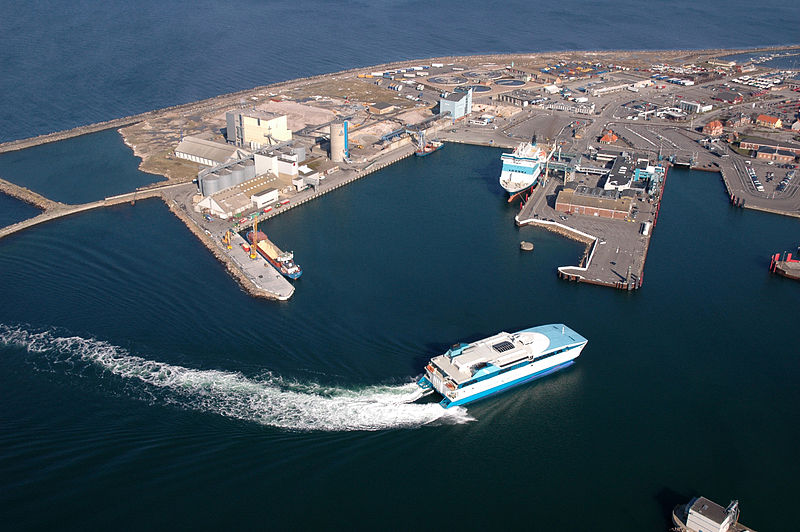
Snabbfärjan M/S Villum Clausen & Rønne Havn

Bornholmerfærgen var ett danskt rederi med trafik till/från Rønne till Ystad, Køge och Sassnitz. Rederiet bildades 1866 och fick då namnet Dampskibsselskabet af 1866. Det bytte namn till Bornholmstrafikken 1973 när danska staten blev ägare. Tillsammans med ett antal andra danska färjelinjer ingick rederiet på slutet i bolaget Færgen. Rederiets trafik till Bornholm upphörde den 1 september 2018, och trafiken övertogs av rederien Molslinjen.

## Fartyg
- S/S Skandia (1866-1898)[3]
- S/S Heimdal (1873-1908)
- S/S Hjalmar (1881-1904)
- S/S Thor (1886-1912)
- S/S Bornholm (1899-1924)
- S/S Skandia (1906-1917)
- S/S Ørnen (1909-1929)
- S/S Heimdal (1914-1935)
- M/S Frem (1924-1953)
- M/S Bornholm (1930-1940)
- M/S Hammershus (1936-1963)
- S/S Østersøen (1937-1953)
- M/S Rotna (1940-1969)
- M/G Ella (1942-1955)
- M/S Kongedybet (1952-1979)
- M/S Østersøen (1954-1973)
- M/G Bornholm (1955-1956)
- M/S Thorkil Lund (1960-1964)
- M/S Bornholm (1961-1980)
- M/F Bornholmerpilen (1963-1971)
- M/S 66-Paketten (1963-1980)
- M/S Hammershus omdöpt Rotna (1964-1965)
- M/F Hammershus (1965-1993)
- M/F Rotna (1971-1979)
- M/S Povl Anker (1978)
- M/F Jens Kofoed (1979-2004)
- HSC Villum Clausen (2000-2018)
- M/F Dueodde (2005-2010)
- M/S Hammerodde (2005-2018)
- HSC Leonora Christina (2011-2018)